# Howard Rosenberg
Howard Anthony Rosenberg (* 10. Juni 1942 in Kansas City, Missouri) ist ein US-amerikanischer Filmkritiker und Journalist.

## Leben
Howard Rosenberg studierte Geschichte an der University of Oklahoma und machte seinen Master in Politikwissenschaften an der University of Minnesota. Er war 25 Jahre lang Filmkritiker bei der Los Angeles Times. Für seine Arbeit wurde er 1985 mit einem Pulitzer-Preis für Kritik ausgezeichnet. Nachdem er George W. Bush für sein Verhalten nach den Terroranschlägen am 11. September 2001 „starr und knabenhaft“ (stiff and boyish) nannte, kam es zu einer größeren Kontroverse. So wurde er „Osama bin Rosenberg“ genannt, und mehrere Personen forderten seine fristlose Kündigung bei der Los Angeles Times. Er selbst schied 2003 aus. Seine Lehrtätigkeit an der USC School of Cinematic Arts, welche er bereits 1991 aufnahm, führt er seitdem weiter fort.